# الصدارة (حجر)
'

تعديل مصدري - تعديل

الصدارة هي إحدى قرى عزلة الصداره بمديرية حجر التابعة لمحافظة حضرموت، بلغ تعداد سكانها 1599 نسمة حسب تعداد اليمن لعام 2004.